# Sorrento (nave soccorso)
La Sorrento (poi Città di Sorrento) è stata una nave soccorso della Regia Marina ed una motonave passeggeri italiana.

## Storia

La Sorrento in servizio come nave soccorso.

Costruita tra il 1928 ed il 1930 nei cantieri Tosi di Taranto, la Sorrento era una piccola motonave passeggeri da 243 tsl con scafo in acciaio diviso da sette paratie stagne trasversali e faceva parte, insieme alle gemelle Equa, Meta ed Epomeo ed al più grande piroscafo Capri, del programma di ammodernamento della flotta avviato dalla Società anonima Partenopea di Navigazione (con sede a Napoli), cui apparteneva. Iscritta con matricola 341 al Compartimento marittimo di Napoli, la nave svolgeva servizio locale di collegamento e trasporto di passeggeri tra le località del Golfo di Napoli e le isole dell'arcipelago campano.
Con l'ingresso dell'Italia nella seconda guerra mondiale, la Sorrento fu l'unica unità della sua serie a non essere requisita dalla Regia Marina, mentre le tre gemelle vennero requisite e militarizzate come vedette foranee e dragamine e successivamente riconvertite in cacciasommergibili (Equa) e navi soccorso (Meta ed Epomeo). 

Nel gennaio 1943, essendo ormai Meta ed Epomeo logorate dall'intenso servizio e quindi necessitate ad un periodo di approfondita manutenzione, si decise di requisire la Sorrento per avvicendarle. Iscritta nel ruolo del Naviglio ausiliario dello Stato con caratteristica S 7, la nave venne sottoposta a lavori di trasformazione in nave soccorso (adibita ovvero a missioni di salvataggio di naufraghi e di equipaggi di aerei abbattuti o precipitati, tenendosi pronta a muovere in mezz'ora), che comportarono l'imbarco di dotazioni mediche – una decina di posti letto ed attrezzature per operazioni chirurgiche d'emergenza e per cure da shock traumatici, ipotermia, annegamento ed ustioni – e personale sanitario e l'adozione della colorazione stabilita dalla Convenzione di Ginevra per le navi ospedale (scafo e sovrastrutture bianche, fascia verde interrotta da croci rosse sullo scafo e croci rosse sui fumaioli). 

La Città di Sorrento in manovra nel porto eponimo, negli anni ’50.

 Terminati i lavori, il Sorrento, ultima nave soccorso ad entrare in servizio, iniziò ad operare in tale funzione nel maggio 1943: essendo frattanto caduta l'Africa settentrionale italiana, principale fronte su cui tali piccole unità operavano, la nave venne quindi dislocata a La Maddalena.
Alla proclamazione dell'armistizio il Sorrento si trovava ancora alla Maddalena, località che, dopo duri scontri con le truppe tedesche, che ne avevano tentato l'occupazione, rimase in mano italiana. Il Sorrento, come le altre unità italiane che si trovavano alla Maddalena, non riportò danni né fu catturata negli scontri (i tedeschi evacuarono La Maddalena il 15 settembre). Sino ad allora la nave aveva effettuato complessivamente 25 missioni.

La Città di Sorrento nel porto di Ischia, anni Sessanta.

Impiegata per compiti di vario genere per il resto della guerra, il Sorrento venne derequisita nel maggio 1945 e restituita alla Società Partenopea: sottoposta a Taranto ad alcuni lavori di riattamento, la motonave riprese il servizio nel golfo di Napoli dal giugno 1945 (per altre fonti nel giugno 1946). Nel 1948 l'unità venne impiegata sulla rotta Ischia-Pozzuoli.

Sottoposta ad un primo turno di lavori nel 1949, la Sorrento tornò in servizio il 1º luglio dello stesso anno. 

La nave in transito al largo del Capo di Sorrento durante la navigazione alla volta di Capri, negli anni ’60.

 Nel 1954 la nave subì nuovi lavori di ammodernamento, con la sostituzione dei due motori diesel originari con altrettanti diesel Benz prodotti nel 1954, anch'essi a quattro tempi e sei cilindri (320 mm di diametro e 480 di corsa) della potenza di 890 CV, che permisero alle prove di collaudo il raggiungimento della velocità di 13,84 nodi. In seguito alle modifiche la stazza lorda risultò essere di 308,44 tsl (netta 158,87), con un volume complessivo di 340 metri cubi. La nave aveva due scialuppe di salvataggio, della capacità di 30 persone. Ribattezzata Città di Sorrento, l'unità tornò in servizio nel giugno 1954.
Nel 1975, con la sostituzione della Società Partenopea con la CAREMAR (Campania Regionale Marittima), la Città di Sorrento venne venduta al Gruppo Sorrentino di Navigazione, per il quale proseguì il servizio per pochi anni. Fu demolita nel 1979.